# هايبرماخ سونيك ستار
هايبرستار هي طائرة ركاب نفاثة أسرع من الصوت تم تصميمها بواسطة هايبرماخ  الرئيس التنفيذي ريتشارد لوج.  قال لوج، في مقابلة مع ألتاتود أفييشن لعام 2016 وفي عرض تقديمي عام 2014 في القمة العالمية للفضاء في أبو ظبي، أنه يخطط لطائرة ركاب أسرع من الصوت بحلول يونيو 2028.  من المتوقع أن تصل سرعة هايبرستار إلى ماخ 3.6 (2,375 ميل في الساعة (3,822 كم/س))  وتطير على ارتفاع 80000 قدم (24380 م).  من المتوقع أن يكون دفعها أكثر كفاءة في استهلاك الوقود بنسبة 30 في المائة مقارنة بمحرك رولز رويس/سنيكما أوليمبوس 593 الذين اُستخدما في الكونكورد.  افتراضيًا، ستطير هايبرستار أسرع بثلاث مرات من سرعة الكونكورد.   من المخطط أن يتم تشغيلها بواسطة محركين بقوة دفع 157.700 هندسي سونيك بلو هايسكرام (محرك أقراص مغناطيسي هيدروديناميكي متسارع للاحتراق فوق الصوتي فائق الموصلية). محركات هجينة من سلسلة 6500-X تفوق سرعتها سرعة الصوت. من المتوقع أن تقضي الشركة على دَوِى اختراق حاجز الصوت فوق الأرض، من خلال تقنية تقليل السحب الكهرومغناطيسي قيد التطوير حاليًا. 
ستقل هايبرستار من 10 إلى 20  راكبًا «فاخرًا». 

## الفهرس
- Jones، Bryony (21 يونيو 2011)، "Race to be first with 'son of supersonic'"، سي إن إن، مؤرشف من الأصل في 2023-02-09، اطلع عليه بتاريخ 2011-06-21.
- Moscrop، Liz (21 يونيو 2011)، "Paris 2 011: Hypersonic Hyperbole"، Aviation International News، مؤرشف من الأصل في 2023-02-09، اطلع عليه بتاريخ 2011-06-21.
- Quick، Darren (20 يونيو 2011)، "HyperMach unveils SonicStar supersonic business jet concept"، Gizmag، مؤرشف من الأصل في 2023-02-09، اطلع عليه بتاريخ 2011-06-21.

## روابط خارجية
- الموقع الرسمي